# 拉姆達系列火箭

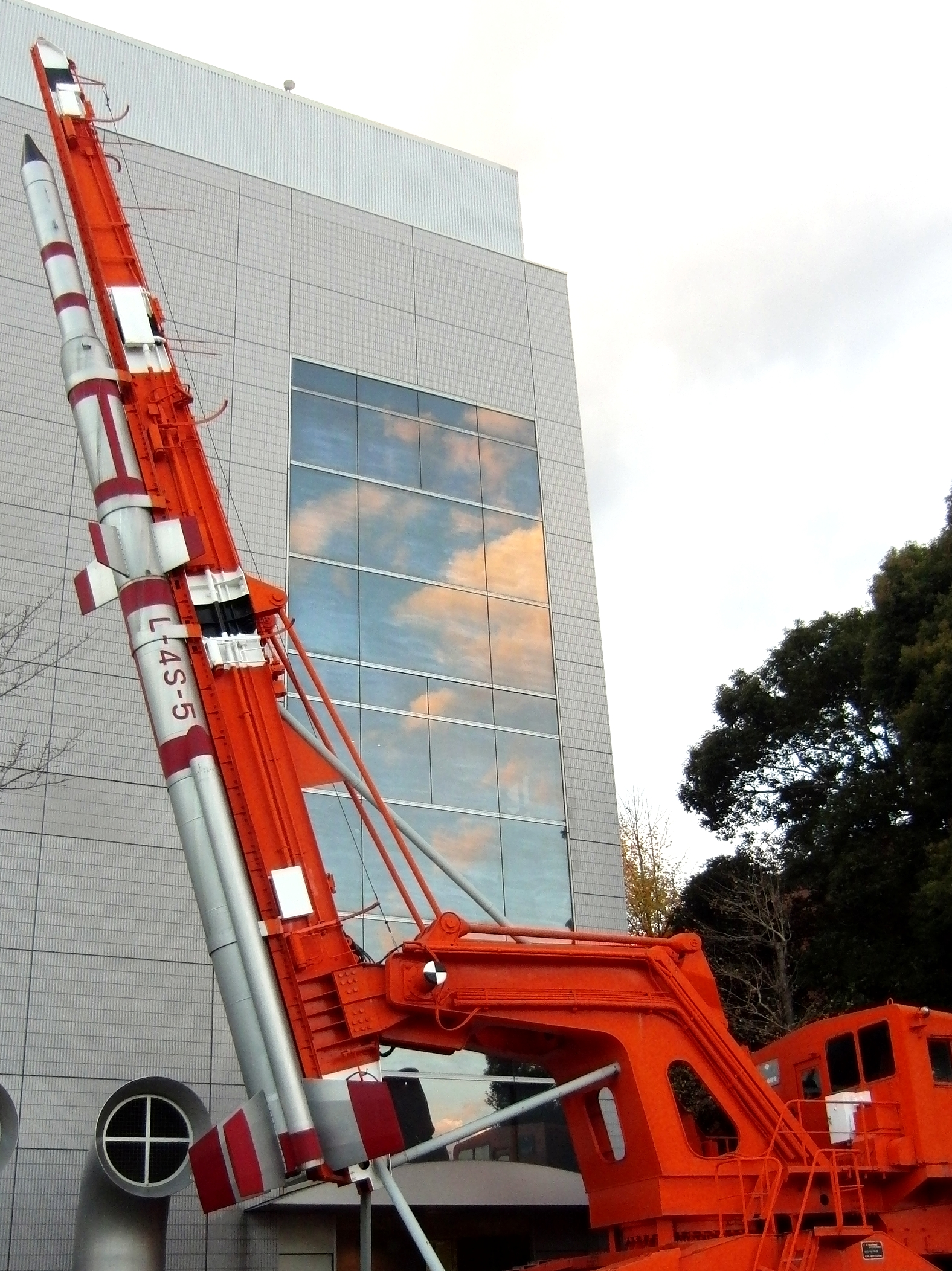
國立科學博物館展出的发射日本第一颗人造卫星的拉姆達火箭及其发射车

拉姆達系列火箭（希腊字母：Λ（Lambda），代号“L”）是日本已退役的小型固体探空火箭与運載火箭系列，由東京大學生产技术研究所（其后成为东京大学航空宇宙研究所、宇宙科学研究所）和王子汽車（其后與日產合併）共同開發，包括L-2、LSC-3、L-3、L-3H、L-4S、L-4SC、L-4T，于1960年代至1970年代使用。其中L-4S火箭于1970年2月11日成功发射了日本第一颗人造卫星大隅號，使日本成为第四个发射人造卫星国家。
拉姆達運載火箭沒有按照大多数运载火箭必备的導引系統，因为安装導引系統的火箭有可能被改裝用於進攻軍事用途，可能违反日本和平宪法第九条。不过其后的日本運載火箭，例如H-II運載火箭则被允許配備導引系統。

## 概述
该项目于1960年开始构思，最初是一个探空火箭系列，旨在到达海拔1000公里的范艾伦带内层。根据当时日本火箭依照希腊字母表的命名习惯，作为Κ（Kappa）火箭的后继者，它被命名为Λ（Lambda）火箭，简称“L项目”。发展至L-3火箭时，最初的目标已经实现。1964年，絲川英夫提出有可能将L火箭用作发射人造卫星的运载火箭。随后对其进行了进一步的改进，以确保其满足此目的的性能要求。1970年，L-4S五号火箭成功发射日本第一颗人造卫星大隅號。与此同时，它还被用作下一代的Mu系列運載火箭的技术测试平台。